# 基本粒子
基本粒子（きほんりゅうし、英: fundamental particle）とは、自然界の他のすべての粒子を構成し、それ自身はそれ以上分割できない粒子である。素粒子（英: elementary particle）とほぼ同義語である。

## 概要
素粒子物理学の主要な課題の一つは、宇宙の最も基本的な粒子を発見することである。例えば、原子は、電子・陽子・中性子というより小さな粒子（亜原子粒子）によって作られている。さらに、陽子と中性子はクォークというより基本的な粒子によって作られていることが、現代の素粒子物理学によって広く認められている。
20世紀の素粒子物理学が到達した標準模型は、現在、最も広く受け入れられている基本粒子に関する理論である。これは、12種類のフェルミ粒子（物質の粒子）と、12種類のボース粒子（相互作用粒子）、そしてそれらに対応する反粒子を基本粒子としている。しかし、標準模型は真に究極的な理論というよりも条件付の暫定的な理論であり、高エネルギー物理実験や宇宙物理実験の観測結果について説明しきれていない面もある。例えば、通常の標準模型は、ニュートリノ振動を説明しない。そこで、「標準模型の"基本的な"粒子のいくつか、あるいはすべては、実はさらに分割できるのではないか」と考える理論もある（プレオンを参照）。また、標準模型には含まれていない他の基本粒子を仮定する理論もある。盛んに研究がなされているものでは、暗黒物質、重力子、超対称性粒子および超弦理論などがある。

## 関連記事
- 素粒子